# Pterois brevipectoralis
Pterois brevipectoralis (лат.) — рыба семейства скорпеновых. Встречается в западной части Индийского океана.

## Таксономия
Pterois brevipectoralis был впервые официально описан как Pteropterus brevipectoralis в 2002 году российским зоологом Сергеем Анатольевичем Мандрицей, в качестве типового местоположения указана банка Сая-де-Малха в Индийском океане. Видовое название brevipectoralis означает «короткий грудной плавник», намекая на более короткие грудные плавники, чем у схожего вида Pterois sphex.

## Описание
Pterois brevipectoralis имеет 13 шипов и 10 мягких лучей в спинном плавнике, а также 3 шипа и 6 мягких лучей в анальном плавнике. В грудном плавнике 16, изредка 15 плавниковых лучей, эти лучи короткие и не заходят за заднюю часть основания спинного плавника. Самый длинный шип спинного плавника длиннее умеренно сжатого продолговатого тела. Фоновая окраска головы и тела белая, на спине темнеющая до розоватого оттенка. Челюсти розоватые, как и лоскут кожи на кончике отростка слезной кости. Через глаз до верхнего заднего угла предкрышки проходит красноватая полоса. На затылке имеется красноватое седловидное пятно, а на теле множество тонких красноватых полос. Перепонки срединных плавников полупрозрачные, на каждом шипе спинного плавника имеется 2 или 3 красноватые полосы. Мягкая лучистая часть спинного плавника, анальный плавник и хвостовой плавник отмечены черными точками. Грудной плавник темно-красный, с довольно крупными черными пятнами на перепонке и тонкой черноватой полосой по краю.

## Распространение и среда обитания
Pterois brevipectoralis — малоизвестный вид, обнаруженный на Маскаренских островах и банке Сая-де-Малха в западной части Индийского океана, где они были зарегистрированы на глубинах от 70 до 80 м.

## Иллюстрации
- Зафиксированные образцы
- Боковой (вверху) и дорсальный (внизу) виды головы